# Play Girl (film, 1941)
Pour plus de détails, voir Fiche technique et Distribution.
Play Girl est un film américain de Frank Woodruff, sorti en 1941.

## Synopsis
Grâce est une femme de 30 ans, elle séduit les hommes riches et les poursuit ensuite en justice pour rupture de promesse.  Elle rencontre Ellen, une jeune femme à la recherche d'un emploi comme secrétaire. Grace décide de faire de la fille de sa protégée et lui apprend à faire de l'argent facile avec des hommes plus âgés et riches.

## Fiche technique
- Titre : Play Girl
- Titre original : Play Girl
- Réalisation : Frank Woodruff
- Scénario : Jerome Cady
- Production : Cliff Reid
- Société de production : RKO Radio Pictures
- Direction musicale :
- Musique : Paul Sawtell
- Photographie :
- Direction artistique : Nicholas Musuraca
- Costumes :
- Montage :
- Pays de production : États-Unis
- Format : Noir et blanc - Son : Mono
- Genre : Comédie romantique
- Durée : 75 minutes
- Date de sortie :
  - États-Unis : 7 mars 1941 (première à New York)

## Distribution
- Kay Francis  Grace Herbert
- James Ellison  Thomas Elwood Dice
- Mildred Coles  Ellen Daley
- Nigel Bruce  William McDonald Vincent
- Margaret Hamilton (actrice)  Josie, Grace's
- Katharine Alexander  Mrs. Dice
- Kane Richmond  Don Shawhan
- Stanley Andrews  Joseph Shawhan
- Selmer Jackson  Fred Dice
- Marek Windheim  Dr. Alonso Corivini